# Petar Golubović
Pour les articles homonymes, voir Golubović.
Petar Golubović (en serbe : Петар Голубовић) est un footballeur serbe né le 13 juillet 1994 à Belgrade. Il évolue au poste de défenseur au FK Khimki.

## Palmarès
- Vainqueur du championnat d'Europe des moins de 19 ans 2013 avec l'équipe de Serbie des moins de 19 ans